# Nectophrynoides frontierei
Espèce
Statut de conservation UICN

 DD  : Données insuffisantes
Statut CITES
Nectophrynoides frontierei est une espèce d'amphibiens de la famille des Bufonidae.

## Répartition
Cette espèce est endémique des monts Usambara orientaux dans le nord-est de la Tanzanie. Elle se rencontre dans la forêt Amani-Sigi entre 920 et 950 m d'altitude.

## Description
Le mâle holotype mesure 18,3 mm

## Étymologie
Cette espèce est nommée en référence à l'association Frontier-Tanzania, dont les membres ont découvert l'holotype.

## Publication originale
- Menegon, Salvidio & Loader, 2004 : Five new species of Nectophrynoides Noble 1926 (Amphibia Anura Bufonidae) from the Eastern Arc Mountains, Tanzania. Tropical Zoology, vol. 17, p. 97-121 (texte intégral).